# Charles de Tornaco
Charles de Tornaco (Bruselas, 7 de junio de 1927-Monza, 18 de septiembre de 1953) fue un piloto de automovilismo belga.  Compitió en la Fórmula 1 para Ecurie Francorchamps; participó en 4 carreras, completando únicamente una.
Falleció en Módena, en el mes de septiembre de 1953, en un accidente en las prácticas de un Gran Premio fuera del campeonato. Tenía 26 años.

## Resultados

### Fórmula 1
(Clave) (negrita indica pole position) (cursiva indica vuelta rápida)

| Año     | Escudería            | 1   | 2   | 3     | 4       | 5   | 6   | 7       | 8       | 9   | Pos. | Puntos |
| ------- | -------------------- | --- | --- | ----- | ------- | --- | --- | ------- | ------- | --- | ---- | ------ |
| 1952    | Ecurie Francorchamps | SUI | 500 | BEL 7 | FRA     | GBR | GER | NED Ret | ITA DNQ |     | NC   | 0      |
| 1953    | Ecurie Francorchamps | ARG | 500 | NED   | BEL DNS | FRA | GBR | GER     | SUI     | ITA | NC   | 0      |
| Fuente: |                      |     |     |       |         |     |     |         |         |     |      |        |

### Carreras fuera del Campeonato de Fórmula 1
| Año  | Escudería            | 1      | 2   | 3       | 4     | 5   | 6   | 7   | 8   | 9        | 10  | 11  | 12  | 13  | 14      | 15  | 16    | 17  | 18      | 19  | 20  | 21  | 22  | 23  | 24  | 25  | 26  |
| ---- | -------------------- | ------ | --- | ------- | ----- | --- | --- | --- | --- | -------- | --- | --- | --- | --- | ------- | --- | ----- | --- | ------- | --- | --- | --- | --- | --- | --- | --- | --- |
| 1952 | Charles de Tornaco   | RIO    | SIR | VAL NC  | RIC   | LAV | PAU | IBS | MAR | AST      | INT | ELÄ | NAP | EIF | PAR     | ALB | FRO 5 | ULS | MNZ Ret | LAC | ESS | MAR | SAB | CAE | DMT | COM | NAC |
| 1952 | Charles de Tornaco   | 27     | 28  | 29      | 30    | 31  | 32  | 33  | 34  | 35       | 36  | 37  | 38  | 39  |         |     |       |     |         |     |     |     |     |     |     |     |     |
| 1952 | Charles de Tornaco   | BAU    | MOD | CAD Ret | SKA   | MAD | AVU | JOE | NEW | RIO      |     |     |     |     |         |     |       |     |         |     |     |     |     |     |     |     |     |
| 1953 | Ecurie Francorchamps |        |     |         |       |     |     |     |     |          |     |     |     |     |         |     |       |     |         |     |     |     |     |     |     |     |     |
| 1953 | Ecurie Francorchamps | 1      | 2   | 3       | 4     | 5   | 6   | 7   | 8   | 9        | 10  | 11  | 12  | 13  | 14      | 15  | 16    | 17  | 18      | 19  | 20  | 21  | 22  | 23  | 24  | 25  | 26  |
| 1953 | Ecurie Francorchamps | SIR NC | PAU | LAV     | AST   | BOR | INT | ELÄ | NAP | ULS      | WIN | FRO | COR | EIF | ALB Ret | PRI | GRE   | ESS | MID     | ROU | STR | CRY | AVU | USF | LAC | DRE | BRI |
| 1953 | Ecurie Francorchamps | 27     | 28  | 29      | 30    | 31  | 32  | 33  | 34  | 35       | 36  | 37  | 38  | 39  |         |     |       |     |         |     |     |     |     |     |     |     |     |
| 1953 | Ecurie Francorchamps | CHE    | SAB | NEW     | CAD 5 | SAC | RED | SKA | LON | MOD DNS† | MAD | BER | JOE | CUR |         |     |       |     |         |     |     |     |     |     |     |     |     |